# Мик Фоли
Майкъл Френсис Мик Фоли Старши (роден на 7 юни 1965) е американски полу-пенсиониран професионален кечист най-вече както той се нарича Хардкор Легендата, автор, комик, актьор, гласен актьор и бивш коментатор също така той е генерален мениджър на шоуто WWE Saturday Morning Slam. Той е работил в продължение на много федерации в кеча като Световната федерация по кеч (WWF/WWE), World Championship Wrestling, Total Nonstop Action Wrestling, Екстремната Федерация (Extreme Championship Wrestling/ECW) както и множество федерации в Япония. Той често е наричан „The Hardcore Legend“ („Хардкор Легендата“) псевдонима го споделя заедно с Тери Фънк.
Прякори
- Хардкор Легендата

## Интро песни
- Mr.Bang Bang By Jimmy Papa, Larry Velez, And Michael Seitz (WCW/WWF)
- Welctome To The Jungle By Guns N'Roses (UWF)
- Born To Be Wild By Steppenwolf (ECW/IWC/ROH)
- Back In Black By AC/DC (ECW)
- Schizophrenic By Jim Johnston (WWF) (1 април 1996 – 4 януари 1999)
- Dude Love By Jim Johnston (WWF/WWE) (1997 – 1998;2012)
- Whole Lotta Groove A.K.A Western Hardcore By Tim Renwick (WWF) (1997 – 2000;2004 – 2006)
- Burned By Jim Johnston (WWF; 13 юли 1998 – 16 август 1998)
- Ode To Freud By Jim Johnston (WWF/WWE)
- Chic Chic Bang Bang By Dale Oliver And Serg Salinas (TNA) (3 септември 2008 – 5 юни 2011)
- Wreck By Jim Johnston (WWF/WWE/IWC) (11 януари 1999 – 1 септември 2008;2 ноември 2011-момента)

## Завършващи движения
- Double Underhook DDT
- Texas Piledriver
- Backbreaker
- Belly To Back Suplex
- Cactus Clothesline
- Cactus Elbow (Diving Elbow Drop)
- Senton Splash
- Running Knee Lift & Facewash)
- Swinging Neckbreaker
- Sweet Chin Music – Имитира Шон Майкълс
- Mr.Socko/Love Handle (Mandible Claw)

### Титли и постижения
Про Kеч (Pro Wrestling Illustrated)
- PWI Мач на годината (1998) Срещу Гробаря В Ад В Клетка Мач В Турнира Крал На Ринга 1998
- PWI Мач на годината (1999) Срещу Скалата В Мач Предавам Се В Турнира Кралски Грохот 1999
- Най-Вдъхновен Кечист на годината (1993)
- PWI го класира #46 от 500-те най-добри кечисти в PWI Years през 2003 г.
- PWI го класира #19 от 500-те най-добри кечисти в PWI 500 през 1999 г.

Championship Wrestling Association
- CWA Tag Team Championship (1 път) – с Гари Йънг

Eastern Championship Wrestling/Extreme Championship Wrestling
- ECW World Tag Team Championship (2 пъти) – с Майки Уипрек

Extreme Mid-South Wrestling
- MSW North American Championship (1 път)

George Tragos/Lou Thesz Professional Wrestling Hall of Fame
- Frank Gotch Award (2010)

International Wrestling Association Of Japan
- IWA World Tag Team Championship (IWA Japan Version) (1 път) – с Трейси Смотърс
- King Of The Deathmatch (1995)

North American Wrestling
- NAW Heavyweight Championship (1 път)

National Wrestling League
- NWL Heavyweight Championship (1 път)

Ozark Mountain Wrestling
- OMW North American Heavyweight Championship (1 път)

Steel City Wrestling
- SCW Tag Team Championship (1 път) – с Синия Мйин

World Class Wrestling Association
- USWA World Tag Team Championship (1 път) – с Скот Брадок
- WCWA World Tag Team Championship (2 пъти) – с Скот Брадок и Супер Зодиак II
- WCWA World Light Heavyweight Championship (1 път)

Wrestling Observer Newsletter Awards
- Най-Добър Кавгаджия (1991 – 2000)
- Най-Добър В Интервюта (1995, 2004 и 2006)
- Връжда на годината (2000) Срещу Трите Хикса
- Най-Добра Про Kеч Книга (2010) Countdown To Lockdown
- WONA Залата на Славата (2000)

Total Nonstop Action Wrestling
- TNA World Heavyweight Championship (1 път)
- TNA Legends Championship (1 път)

World Championship Wrestling
- WCW World Tag Team Championship (1 път) – с Кевин Съливан

World Wrestling Federation/World Wrestling Entertainment
- Шампион на WWE (3 пъти)
- Хардкор шампион на WWE (1 път)
- Световен Отборен шампион на WWE (8 пъти) – с Тери Фънк (1), Ледения Стив Остин (1), Ал Сноу (1), Скалата (3) и Кейн (2)
- Слами награда (1997) за Loose Screw
- Залата на славата на WWE (2013)